# Austrachipteria bidactyla
Austrachipteria bidactyla är en kvalsterart som först beskrevs av J. och P. Balogh 1983.  Austrachipteria bidactyla ingår i släktet Austrachipteria och familjen Austrachipteriidae. Inga underarter finns listade.